# Club Deportivo Balonmano Colindres
El Club Deportivo Balonmano Colindres, conocido como BM Colindres es un club dedicado a la práctica del balonmano fundado en 1982 en la localidad de Colindres (Cantabria) España. En la actualidad milita en la Segunda División.

## Historia
El Balonmano Colindres se fundó en 1982, militando varias temporadas en categorías regionales hasta que logró dar el salto a categoría nacional (Segunda División). En esta categoría militaría varias temporadas más hasta lograr el ascenso a Primera División en la temporada 1999-2000 tras proclamarse campeón de Segunda. Tras cuatro campañas en Primera, en las que el 9º puesto de la temporada 2000-2001 fue su mejor clasificación, descendió de nuevo a Segunda la campaña 2003-2004 tras finalizar 13º en Primera.
Después de varias campañas en Segunda, logra de nuevo el ascenso a la categoría superior tras acabar 1º de grupo y subcampeón absoluto de la categoría la temporada 2008-2009. La temporada 2009-10 finaliza 11º en Primera, logrando la permanencia; la campaña 2010-11, de nuevo en Primera, finaliza 10º, mientras que en 2011-12 finaliza 13º y desciende a Segunda División. Dos temporadas más tarde (2013-14) logra un nuevo ascenso a Primera.

## Plantilla
Jugadores que forman la plantilla de la temporada 2011-2012:
- Entrenador: José Antonio López
- Porteros: Santiago Cavadas Revuelta y Unai de Miguel Sárraga
- Pivotes: Daniel Alfonso López y José Ángel Herrería Redondo
- Extremos: David Portilla Lezcano, Álvaro de Diego Calvo, Manuel Castaño Rodríguez, Andrés Cobo Verrire, Juan José Clemente Zubieta, Vicen Campo Pascual y David Ríos Santamaría
- Primeras Líneas: David Pico Muela, Enrique Gutiérrez Montero, Javier Vega Miquelarena, Bruno Pomares Barquín y Asier Incera Abad

## Pabellón
El Balonmano Colindres disputa sus encuentros como local en el Pabellón Municipal de Colindres, situado en la Av. Le Haillan s/n de la localidad colindresa.

## Uniforme
La equipación del Balonmano Colindres consta de camiseta y pantalón negros para el primer uniforme, y camiseta amarilla y pantalón negro como segunda equipación. Otras temporadas vistió con camiseta blanca y pantalón azul o camiseta a rayas verdes y blancas con pantalón negro.

## Palmarés
| Competición            | Títulos    | Subcampeonatos |
| ---------------------- | ---------- | -------------- |
| Segunda División (1/1) | 1999-2000. | 2008-2009.     |

- 7 temporadas en Primera División: 2000-01 a 2003-04, 2009-10 a 2011-12